# Сен-Глади-Аррив-Мюнен
Сен-Глади́-Арри́в-Мюне́н (фр. Saint-Gladie-Arrive-Munein) — коммуна во Франции, находится в регионе Аквитания. Департамент — Атлантические Пиренеи. Входит в состав кантона Ортез и Тер-де-Гав и дю Сель. Округ коммуны — Олорон-Сент-Мари.
Код INSEE коммуны — 64480.

## География

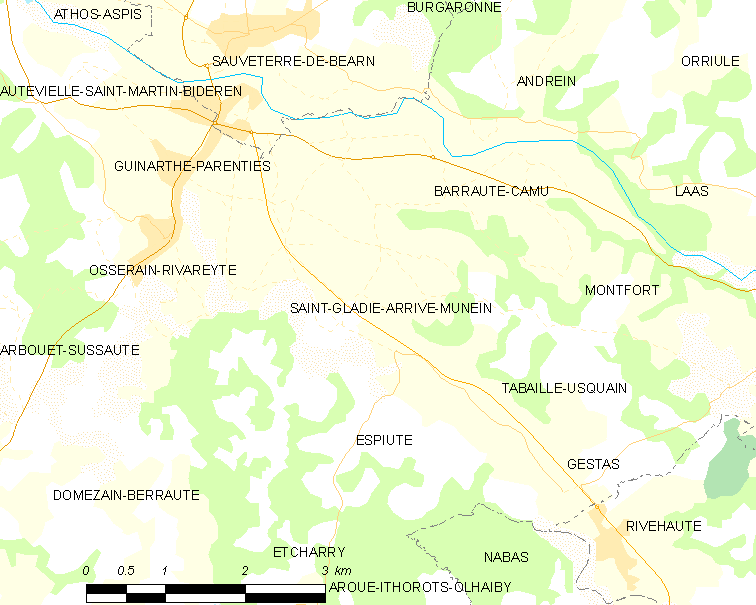
Карта коммуны

Коммуна расположена приблизительно в 660 км к югу от Парижа, в 165 км южнее Бордо, в 50 км к западу от По.
На севере коммуны протекает река Гав-д’Олорон, а на юге — река Сезон.

### Климат
Климат тёплый океанический. Зима мягкая, средняя температура января — от +5°С до +13°С, температуры ниже −10 °C бывают редко. Снег выпадает около 15 дней в году с ноября по апрель. Максимальная температура летом порядка 20-30 °C, выше 35 °C бывает очень редко. Количество осадков высокое, порядка 1100 мм в год. Характерна безветренная погода, сильные ветры очень редки.

## Население
Население коммуны на 2010 год составляло 176 человек.
| 1962 | 1968 | 1975 | 1982 | 1990 | 1999 | 2010 |
| ---- | ---- | ---- | ---- | ---- | ---- | ---- |
| 220  | 230  | 240  | 224  | 209  | 206  | 176  |

## Администрация
| Период | Период | Фамилия        | Партия | Примечания |
| ------ | ------ | -------------- | ------ | ---------- |
| 1995   | 2008   | Виктор Лустоно |        |            |
| 2008   | 2020   | Жильбер Ларруд |        |            |

## Экономика
В 2010 году среди 108 человек трудоспособного возраста (15-64 лет) 81 были экономически активными, 27 — неактивными (показатель активности — 75,0 %, в 1999 году было 65,5 %). Из 81 активных жителей работали 76 человек (40 мужчин и 36 женщин), безработных было 5 (2 мужчин и 3 женщины). Среди 27 неактивных 11 человек были учениками или студентами, 9 — пенсионерами, 7 были неактивными по другим причинам.

## Достопримечательности
- Церковь Св. Иоанна Крестителя (XII век). Исторический памятник с 1913 года[4]